# Nico Yennaris
Nicholas Harry Yennaris, connu en Chine sous le nom de Li Ke, né le 24 mai 1993 à Leytonstone, est un footballeur international chinois qui évolue au poste de défenseur ou de milieu de terrain au Shanghai Shenhua.

## Carrière
Après avoir signé son premier contrat professionnel en 2010 avec Arsenal, il est ensuite successivement prêté à Notts County et à Bournemouth.
Il signe en janvier 2014 un contrat de deux ans et demi avec le Brentford FC. En manque de temps de jeu lors de la saison 2014-2015, il est prêté au Wycombe Wanderers. Il signe un nouveau contrat avec Brentford en février 2016, qui le lie au club jusqu'en 2019.
Le 31 janvier 2019, Yennaris s'engage avec le Beijing Guoan. Le joueur annonce également avoir acquis la nationalité chinoise grâce aux origines de ses grands-parents maternels pour contourner la règle limitant à trois le nombre de joueurs non-chinois qu'un club peut faire jouer en championnat national.
Le 7 juin 2019, il honore sa première sélection sous le maillot de la sélection chinoise à l'occasion d'un match amical contre les Philippines.

## Statistiques
| Saison                | Club                     | Championnat           | Championnat | Championnat | Coupe nationale | Coupe nationale | Coupe de la Ligue | Coupe de la Ligue | Total | Total |
| Saison                | Club                     | Division              | M.          | B.          | M.              | B.              | M.                | B.                | M.    | B.    |
| 2011-2012             | Arsenal FC               | Premier League        | 1           | 0           | 1               | 0               | 1                 | 0                 | 3     | 0     |
| 2011-2012             | Notts County (prêt)      | League One            | 2           | 0           | -               | -               | -                 | -                 | 2     | 0     |
| 2012-2013             | Arsenal FC               | Premier League        | 0           | 0           | 0               | 0               | 1                 | 0                 | 1     | 0     |
| 2012-2013             | AFC Bournemouth (prêt)   | Championship          | 0           | 0           | 0               | 0               | -                 | -                 | 0     | 0     |
| 2013-2014             | Arsenal FC               | Premier League        | 0           | 0           | 0               | 0               | 0                 | 0                 | 0     | 0     |
| Sous-total            | Sous-total               | Sous-total            | 3           | 0           | 1               | 0               | 2                 | 0                 | 6     | 0     |
| 2013-2014             | Brentford FC             | League One            | 8           | 0           | -               | -               | -                 | -                 | 8     | 0     |
| 2014-2015             | Brentford FC             | Championship          | 1           | 0           | 1               | 0               | 1                 | 0                 | 3     | 0     |
| 2014-2015             | Wycombe Wanderers (prêt) | League Two            | 17          | 1           | -               | -               | -                 | -                 | 17    | 1     |
| 2015-2016             | Brentford FC             | Championship          | 31          | 2           | 1               | 0               | 1                 | 0                 | 33    | 2     |
| Sous-total            | Sous-total               | Sous-total            | 57          | 3           | 2               | 0               | 2                 | 0                 | 61    | 3     |
| Total sur la carrière | Total sur la carrière    | Total sur la carrière | 60          | 3           | 3               | 0               | 4                 | 0                 | 67    | 3     |